# Томас III Савойски
Вижте пояснителната страница за други личности с името Томас Савойски.
Томас III Савойски или Томас III Пиемонтски, наричан и Томазо и Томазино (на италиански: Tommaso III di Savoia, Tommasino III di Savoia, на френски: Thomas III de Savoie dit Thomas III de Piémont; * август 1248 или ок. 1252, Савойско графство; † 30 април или 15/16 май 1282, Сен Жони сюр Гие или Сан Джинезио, Франция), е господар на Пиемонт и граф на Мориен (1259 – 1282). Понякога е сочен като прародител на кадетския клон Савоя-Ахая, но това всъщност е най-големият му син Филип, който става княз на Ахая.

## Произход
Той е първороден син на Томас II Савойски (* ок. 1999 или ок. 1202, † 1259), сеньор на Пиемонт, регент-граф на Савоя, на Аоста и на Мориен, граф на Фландрия и на Ено, маркграф на Торино и Ивреа, и на втората му съпруга Беатриче Фиески († 1283). Негови дядо и баба по бащина линия са Томас I Савойски, 9-и граф на Савоя, граф на Аоста и на Мориен, и Беатриса (Маргарита) Женевска, а по майчина – Теодор Фиески, граф на Лаваня, и Симона дела Волта (ди Капо Корсо). Има двама братя и две или три сестри:
- Амадей V (* 1252 или 1253, † 1323), 14-и граф на Савоя, съпруг на Сибила (Симона) дьо Боже и на Мария Брабантска
- Лудвиг I от Во (* сл. 1253, † 1302), барон на Во (Ваат), съпруг на Аделина Лотарингска, Жана дьо Монфор и Изабела д'Олне.
- Елеонора († 1296)
- Алиса († 1277)
- Контесона († сл. 14 януари 1264), вероятна

Подобно на баща си се отличава с пореден номер, въпреки че двамата никога не са били графове на Савоя.

## Биография
Според Europäische Stammtafeln (том II, 190) Томас е роден през 1248 г., но това противоречи на факта, че родителите му, според френския историк Самюел Гишенон, са вече женени през 1251 г. и Томас е първородният им син.
Баща му Томас II, граф на Савоя умира през 1259 г., навярно отровен. Томас го наследява с титлите „Граф на Мориен“ и „Господар (сеньор) на Пиемонт“. Неговият братовчед – савойският граф Бонифаций Савойски е оставен да управлява сам графството и се сближава с партията на гибелините и с неговия девер Манфред, регент на Кралство Сицилия.
Около момента на смъртта на баща му Томас и двамата му по-малки братя са държани в затвора на Комуна Асти. След това обаче се намесва братът на майка му Беатрис – кардинал Отобоно Фиески, бъдещият папа Адриан V, който с генуезките войски и други гвелфи освобождава трите деца.
През 1263 г. Томас III придружава братовчед си Бонифаций Савойски в кампанията срещу Торино, попаднал под влиянието на гвелфите. Двамата са нападнати при портите на Торино от войските на Комуна Асти и пленени, а Бонифаций умира от раните си. Тъй като Бонифаций не е женен, няма и наследници, така че предимство имат синовете на граф Томас II Савойски и по-конкретно – първородният му син Томас, който изисква графството и потвърждение за превъзходството му над рода. Сестрите на Бонифаций също отправят претенции, но в крайна сметка чичо му по бащина линия – графът на Ричмънд и на Ромон Петър успява да накара да го признаят за граф на Савоя през 1263 г. и поради младата възраст на Томас.
През 1264 г. лелята на Томас – Беатриса Савойска, графиня консорт на Прованс и Форкалкие, споменава Томас, братята му Амадей и Лудвиг, и сестра им Елеонора в завещанието си като получатели на наследство.
За интересите му в Пиемонт, в земите, оставени от баща му Томас II, се грижи майка му Беатрис Фиески до навършването му на 16 години около 1268 г.
През 1268 г. чичо му – графът на Савоя Петър II, прави последно завещание, където изисква да бъде погребан в Абатство Откомб и определя брат си Филип за свой наследник в графството, и също така определя различните завещания за всички останали роднини, добавяйки и допълнение, където уточнява, че неговата наследници са брат му Филип и собствената му дъщеря Беатрис Савойска. Петър II Савойски умира на 16 май 1268 г. без мъжки наследници, но въпреки това Томас III не получава короната на графството, която преминава в ръцете на другия му чичо Филип I Савойски. Той определя втория си племенник Амадей – граф на Фландрия за свой наследник начело на Графство Савоя, отхвърляйки Томас, като по този начин се отказва от традицията на Хумбертините за първородния мъжки наследник.
В периода 1259 – 1282 г. (вероятно около 1270 г.) той предоставя заедно с майка си Беатрис Фиески Харта на свободите на селището Сен Жони сюр Гие – център на владение, което баща му Томас II получава от брат си граф Амадей IV Савойски.
През 1273 г. Томас е споменат заедно с брат си Амадей и майка им Беатрис, спомената като графиня на Боржè.
При Филип I Савойски Томас е овластен с феодите си и от негово име управлява териториите отсам Алпите, в Пиемонт, които се намират по заплахата на Република Асти, на Шарл Анжуйски и на маркграфа на Монферат Вилхелм VII. През 1274 г. той получава Пинероло и Вале ди Пероза, а през 1280 г. – Торино, Коленьо, Груляско и Пианеца.
През 1280 г. маркграфът на Монферат Вилхелм VII Велики, кралят на Арагон Педро III и маркграфът на Салуцо Томас I правят заговор, за да си разпределят савойските владения, към които последните двама имат претенции в ролята им на зет и на син на Беатриса Савойска, дъщеря на Амадей IV Савойски. Вилхелм VII се отправя към Испания и при преминаването си през Савойските владения е хвърлен в затвора по нареждане на Томас III. Томас му предлага свобода срещу това да върне на Савоя окупирания от него Торино.
Томас, според историка Самюел Гишенон, се разболява в Сен Жани сюр Гие, където през май 1282 г. прави завещание. В него той желае да бъде погребан в Абатство Откомб, дава наследство на съпругата си Гуя и на майка си Беатрис, определя за наследник най-големия си син Филип, като дава адекватни прерогативи на останалите си четирима сина Петър, Томас, Амадей и Вилхелм, и нарежда съпругата му да бъде техен опекун, подпомагана от брат ѝ – господаря на Салан, граф на Шалон и граф на Бургундия Ото IV и от един негов братовчед – Аймар от Русийон, архиепископ на Лион.
Според Гишенон Томас умира в Сен Жани сюр Гие на 15 май 1282 г. и е погребан в Сакра ди Сан Микеле в Пиемонт. Други дата и място на смъртта му е 16 май 1282 г. в Сан Джинезио и изглежда, че е погребан по негово искане в Абатство Откомб.

## Брак и потомство
∞ май 1274 Гуя (Гая) дьо Шалон (Бургундска-Конте) (Guya de Châlon/Guye de Bourgogne; † 24 юни 1316), дъщеря на Хуго III дьо Шалон, пфалцграф на Бургундия, господар на Салан, и на Аделхайд от Графство Мерания-Андекс, графиня на Бургундия. От нея има петима сина, всички от които са споменати в завещанието му:
- Филип I Савойски-Ахая (* 1278, Суза; † 23 септември 1334), господар на Пиемонт (1294 – 1334), граф на Мориен, княз на Ахая (1301 – 1307); ∞ 1. 12 февруари 1301 в Рим Изабела дьо Вилардуен (* 1263, † 1312), княгиня на Ахая и на Мореа, дъщеря на Вилхелм II дьо Вилардуен и на втората му съпруга Анна Ангела Комнина Дукина, имат две или три дъщери 2. 7 май 1312 Катерина дьо ла Тур дю Пен († 9 декември 1337, Пинероло),[29] дъщеря на Хумберт I Виенски и на съпругата му Анна Бургундска, имат пет сина и пет или шест дъщери. Има и трима извънбрачни сина и две извънбрачни дъщери.
- Петър Савойски († ноември 1332, Лион), дякон на Солсбъри и главен свещеник на Лион (1304 – 1312 и 1320), архиепископ на Лион, граф на Лион и примат на Галиите (от 1307), господар на Монфосон (от 1324), господар на Сетем (от 1331); има двама извънбрачни сина.
- Томас Савойски († декември сл. 1340, Амиен), викарий на Амиен, необявен епископ на Торино
- Амадей Савойски († сл. 1340), архидякон на Реймс (1320)
- Вилхелм Савойски († ок. 1326), абат на Сакра ди Сан Микеле (от 1310).[30]

Според Гишенон Томас вероятно има и трима сина от извънбрачни връзки с неизвестни жени:
- Ланселот (вероятно † пр. 1282), неясно роднинство
- Франциск (жив 1362 – 1363), неясно роднинство, господар на Бар дьо Мер (1362 – 1363)
- Никола (жив 1336 – 1340), неясно роднинство, господар на Бар дьо Мер.

### Първични източници
- ((la)) Matthæi Parisiensis, Monachi Sancti Albani, Chronica Majorar, vol. V
- ((la)) Monumenta Germaniae Historica, Scriptores, tomus XXIII.
- ((la)) L. Wurstemberger. Peter der Zweite, Graf von Savoyen, Markgraf in Italien1858
- ((la)) Mémoires et documents publiés par la Société d'histoire et d'archéologie de Genève – tome 7

### Историографска литература
- ((fr)) Victor Flour de Saint–Genis. Histoire de Savoie, d'après les documents originaux,... Tome 1
- ((fr)) Samuel Guichenon. Histoire généalogique de la royale maison de Savoie, justifiée par titres,...
- ((fr)) Jean Frézet. Histoire de la Maison de Savoie
- ((fr)) Samuel Guichenon. Preuves de l'Histoire généalogique de la royale maison de Savoie, justifiée par titres
- ((it)) Museo scientifico, letterario ed artistico:Beatrice Fieschi, с. 53 – 54
- ((en)) Eugene L. Cox, The Eagles of Savoy : The House of Savoy in Thirteenth-Century Europe, Princeton University Press (reprint 2015) (1st ed. 1974)
- ((fr)) Bernard Demotz, Le comté de Savoie du xie au xve siècle : Pouvoir, château et État au Moyen Âge, Genève, Slatkine, 2000 (ISBN 2-05-101676-3)
- ((fr)) Bruno Galland, Les papes d'Avignon et la Maison de Savoie. 1309 – 1409, École française de Rome, 1998 (ISBN 978-2-7283-0539)

## Обяснителни бележки
1. 1 2 3  Дн. градче Saint-Genix-sur-Guiers в деп. Савоа, Франция.
2. ↑  Europäische Stammtafeln са сбор от генеалогични таблици на най-влиятелните благороднически фамилии в Европа.
3. ↑  Рут Мариот Льобер отбелязва, че Савойските графовете използват хартите на свободите в селищата на своята територията като начин за управление. Те дават тези харти по стратегически, понякога военни, политически или икономически причини, но без претенции към обикновените хора. Когато хартата бъде установена, графът гарантира справедливостта и жителите получават определени свободи. Бенефициенти на такива предимства са градовете, разположени по границите на графството – по основните оси, свързващи Северна Европа с Италианския полуостров, по-специално по осите, минаващи покрай алпийския проход на Мон Сени, който те контролират. Löber, Ruth Mariotte. Ville et seigneurie: Les chartes de franchises des comtes de Savoie, fin XIIe siècle-1343. Académie florimontane Librairie Droz, 1973. p. 13 – 14
4. ↑  Дн. Салан ле Бен (Salins-les-Bains) в деп. Жура, Франция
5. ↑  Дн. град Шалон сюр Сон (Chalon-sur-Saône) в деп. Сон е Лоар, Франция
6. ↑  Кралско абатство Откомб (Abbaye royale d'Hautecombe) се намира на територията на община Сен Пиер дьо Кюртий (Saint-Pierre-de-Curtille) в деп. Савоа, Франция.
7. ↑  Салан ле Бен (Salins-les-Bains) в дн. деп. Жура, Франция

## Библиографски бележки
1. 1 2 3  Enciclopedia Genealogica del Mediterraneo. Savoia //   Посетен на 10.5.2020. (на италиански)
2. 1 2  Guichenon, Samuel. Histoire genealogique....   1660. с. 310.
3. ↑  Според Europäische Stammtafeln, с. 698 Томас е роден през август 1248 г., но това очевидно не е така, като се има предвид, че според Матей Парижки (Vol. V, 1251, с. 255.) родителите му се женят през 1251 г. Той уточнява, че булката е племенница на папа Инокентий IV, който урежда брака ѝ с Томас Савойски, бивш граф на Фландрия. Бракът е уреден като част от процеса на помирение между брата на Томас – Амадей IV, граф на Савоя и папа Инокентий IV след смъртта на император Фридрих II през 1250 г. Като се има предвид враждата между папската и имперската фракции по време на царуването на императора, е малко вероятно родителите на Томас да са имали предбрачни отношения. Foundaiton of Medoeval Genalogy
4. ↑  Armando Tallone. SAVOIA, Tommaso III di, detto anche Tommasino //  Enciclopedia Italiana (.   1936. Посетен на 15 януари 2021.
5. 1 2 3  #ES Foundation for Medieval Genealogy: COMTES de SAVOIE et de MAURIENNE 1060 – 1417 – THOMAS de Savoie //   Посетен на 27.4.2020. (на английски)
6. ↑  Leguay, Jean-Pierre, Leguay, Thérèse. Histoire de la Savoie.   Jean-Paul Gisserot, 2005. ISBN 978-2-87747-812-0. p. 60. (на френски)
7. ↑  Guichenon, Samuel. Histoire généalogique de la royale maison de Savoie....   p. 308. (на френски)
8. ↑  Museo scientifico, letterario ed artistico:Beatrice Fieschi.   с. 53. (на италиански)
9. 1 2  Guichenon, Samuel. Histoire généalogique de la royale maison de Savoie....   p. 255. (на френски)
10. ↑  Flour de Saint-Genis, Victor. Histoire de Savoie, d'après les documents originaux.   p. 248. (на френски)
11. ↑  Histoire de la Maison de Savoie, Volume 1.   p. 213. (на френски)
12. ↑  Matthæi Parisiensis, monachi Sancti Albani. Chronica majora.   с. 741. (на латински)
13. 1 2  #ES Foundation for Medieval Genealogy: PRINCES of ACHAIA, SIGNORI del PIEMONTE – THOMAS de Savoie //   Посетен на 27.4.2020. (на английски)
14. ↑  Frézet, Jean. Histoire de la Maison de Savoie, Volume 1.   p. 213 -222. (на френски)
15. ↑  Museo scientifico, letterario ed artistico:Beatrice Fiesch.   с. 53. (на италиански)
16. 1 2  Flour de Saint-Genis, Victor. Histoire de Savoie, d'après les documents originaux,....   p. 249. (на френски)
17. ↑  Wurstemberger, L. Peter der Zweite, Graf von Savoyen, Markgraf in Italien, doc. 636.   с. 317. (на латински)
18. ↑  Wurstemberger, L. Peter der Zweite, Graf von Savoyen, Markgraf in Italien, doc. 749.   с. 431 – 436. (на латински)
19. ↑  Mémoires et documents publiés par la Société d'histoire et d'archéologie de Genève – tome XXXVI, doc. 749.   с. 321. (на латински)
20. ↑  Brondy, Réjane, Demotz, Bernard, Jean-Pierre, Leguay. Histoire de Savoie – La Savoie de l'an mil à la Réforme, xie au début du xvie siècle.   Ouest France Université, 1984. ISBN 2-85882-548-3. p. 126. (на френски)
21. ↑  Ruth Mariotte, Löber. Ville et seigneurie : Les chartes de franchises des comtes de Savoie, fin XIIe siècle-1343.   Librairie Droz – Académie florimontane, 1973. ISBN 978-2-60004-503-2. p. 163. (на френски)
22. ↑  Беатрис се оттегля да живее в замъка на Борже дю Лак, собственост на съпруга ѝ Томас II според завещанието на Аделазия, вдовицата на роднината на Савоя – Алберт IV, господар на Ла Тур и Колини (в дн. деп. Оверн-Рона-Алпи, Франция.
23. ↑  Wurstemberger, L. Peter der Zweite, Graf von Savoyen, Markgraf in Italien, doc. 814.   с. 465. (на латински)
24. ↑  Flour de Saint-Genis, Victor. Histoire de Savoie, d'après les documents originaux,....   p. 257. (на френски)
25. 1 2 3  Guichenon, Samuel. Histoire généalogique de la royale maison de Savoie.   p. 312. (на френски)
26. 1 2  Guichenon, Samuel. Preuves de l'Histoire généalogique de la royale maison de Savoie.   1660. p. 100 – 102. (на френски)
27. ↑  Guichenon, Samuel. Histoire généalogique de la royale maison de Savoie....   1660. p. 313. (на френски)
28. ↑  [#ES Genealogy:Savoy 2 – Tomaso III  #ES Genealogy:Savoy 2 – Tomaso III] //   Посетен на 27.4.2020. (на италиански)
29. ↑  LivreDe Allobrogibus libri novem.   с. 441. (на латински)
30. 1 2  Guichenon, Samuel. Histoire généalogique de la royale maison de Savoie....   p. 315. (на френски)

|  | Тази страница частично или изцяло представлява превод на страницата Tommaso II di Savoia и страницата Thomas III de Piémont в Уикипедия на италиански и френски език. Оригиналните текстове, както и този превод, са защитени от Лиценза „Криейтив Комънс – Признание – Споделяне на споделеното“, а за творби, създадени преди юни 2009 година – от Лиценза за свободна документация на ГНУ. Прегледайте историята на редакциите на оригиналните страници тук и тук, за да видите списъка на техните съавтори. ВАЖНО: Този шаблон се отнася единствено до авторските права върху съдържанието на статията. Добавянето му не отменя изискването да се посочват конкретни източници на твърденията, които да бъдат благонадеждни. |